# Deropeltis impressa
Deropeltis impressa es una especie de cucaracha del género Deropeltis, familia Blattidae.

## Distribución
Esta especie se encuentra en Kenia.